# HD136347
HD136347 — подвійна зоря. 
Ця подвійна система має видиму зоряну величину в смузі V приблизно 6,6.
Вона розташована на відстані близько 402,7 світлових років від Сонця.

## Подвійна зоря
Головна зоря цієї системи належить до хімічно пекулярних зір й має спектральний клас B9.
В той же час спектральний клас іншої компоненти залишається  ще не визначеним.

## Магнітне поле
Спектр даної зорі вказує на наявність магнітного поля у її зоряній атмосфері.
Напруженість повздовжної компоненти поля оціненої з аналізу
наявних ліній металів
становить  256,1± 204,9 Гаус.